# Pseudocerastes
Genre
Pseudocerastes est un genre de serpents de la famille des Viperidae. 

## Répartition
Les trois espèces de ce genre se rencontrent au Moyen-Orient et en Asie du Sud.

## Liste des espèces
Selon The Reptile Database (28 janvier 2014) :
- Pseudocerastes fieldi Schmidt, 1930
- Pseudocerastes persicus (Duméril, Bibron & Duméril, 1854)
- Pseudocerastes urarachnoides Bostanchi, Anderson, Kami & Papenfuss, 2006

## Publication originale
- Boulenger, 1896 : Catalogue of the snakes in the British Museum. London, Taylor & Francis, vol. 3, p. 1-727 (texte intégral).